# Nordin Wooter
Nordin Sibadich Wooter (Paramaribo, 24 augustus 1976) is een Nederlands voormalig voetballer die als aanvaller speelde.

## Carrière
Wooter begon in de jeugd bij OSV en AVV Zeeburgia voor hij in de jeugdopleiding van Ajax kwam. Hij kwam in het eerste elftal ten tijde van de successen tussen 1994 en 1996 waarbij hij met het team onder meer tweemaal landskampioen werd en de UEFA Champions League won. Op 17 april 1996 wist Wooter als eerste tiener ooit te scoren in een halve finale van de UEFA Champions League. Dit gebeurde tijdens het seizoen 1995/96 in de uitwedstrijd tegen Panathinaikos, waarin Wooter na twee eerdere doelpunten van Jari Litmanen, het derde en laatste doelpunt maakte. In 1997 ging hij naar Real Zaragoza en tussen 1999 en 2002 kwam hij uit voor Watford. Na korte periodes bij RBC Roosendaal en SC Braga was hij in 2004 succesvol bij Anorthosis Famagusta op Cyprus. Hij werd gedurende het seizoen 2004/05 overgenomen door Panathinaikos. In het seizoen 2006/07 speelde hij voor Sivasspor en een seizoen later beëindigde hij zijn spelersloopbaan bij AEK Larnaca.
Van 2010 tot 2012 was hij voorzitter van FC New Amsterdam, voortgekomen uit het in 2004 uit een fusie ontstane SC Nieuwendam en zijn organisatie 'Masters of the Game', waarbij hij samenwerkt met onder meer zijn voormalige Ajax-teamgenoten Kiki Musampa en Tarik Oulida. In 2011 werd hij failliet verklaard en de club volgde een jaar later. Sinds 2012 is hij werkzaam als techniektrainer voor de jongste jeugdspelers bij Ajax. In januari 2019 werd hij aangesteld als trainer van FC Lienden waarbij de financieel geplaagde club het seizoen kon afmaken mede door een samenwerking met de voetbalschool van Wooter waarbij spelers bij Lienden gingen spelen. In 2022 werd hij trainer van RKAVIC.

## Statistieken
| Seizoen | Club                 | Wedstrijden | Doelpunten | Competitie                  |
| ------- | -------------------- | ----------- | ---------- | --------------------------- |
| 1994/95 | Ajax                 | 5           | 1          | Eredivisie                  |
| 1995/96 | Ajax                 | 25          | 2          | Eredivisie                  |
| 1996/97 | Ajax                 | 28          | 3          | Eredivisie                  |
| 1997/98 | Real Zaragoza        | 14          | 1          | Primera División            |
| 1998/99 | Real Zaragoza        | 18          | 0          | Primera División            |
| 1999/00 | Watford              | 20          | 1          | First Division              |
| 2000/01 | Watford              | 26          | 1          | First Division              |
| 2001/02 | Watford              | 17          | 1          | First Division              |
| 2002/03 | RBC Roosendaal       | 29          | 2          | Eredivisie                  |
| 2003/04 | Sporting Braga       | 19          | 0          | Primeira Liga               |
| 2004/05 | Anorthosis Famagusta | 14          | 7          | Cypriotische eerste divisie |
|         | Panathinaikos        | 12          | 0          | Alpha Ethniki               |
| 2005/06 | Panathinaikos        | 9           | 1          | Alpha Ethniki               |
| 2006/07 | Sivasspor            | 10          | 3          | Süper Lig                   |
| 2007/08 | AEK Larnaca          | 11          | 2          | Cypriotische eerste divisie |
| Totaal  |                      | 257         | 25         |                             |

## Erelijst
| Competitie                 |        |                  |      |      |
| Competitie                 | Aantal | Jaren            |      |      |
| Ajax                       | Ajax   | Ajax             | Ajax | Ajax |
| -------------------------- | ------ | ---------------- | ---- | ---- |
| Mondiaal                   |        |                  |      |      |
| Wereldbeker voor clubteams | 1x     | 1995             |      |      |
| Internationaal             |        |                  |      |      |
| UEFA Champions League      | 1x     | 1994/95          |      |      |
| UEFA Super Cup             | 1x     | 1995             |      |      |
| Nationaal                  |        |                  |      |      |
| Eredivisie                 | 2x     | 1994/95, 1995/96 |      |      |
| Nederlandse Supercup       | 2x     | 1994, 1995       |      |      |

## Privéleven
Na zijn actieve voetbalcarrière richtte Wooter zich op het ondernemerschap, onder meer met een kledinglijn voor straatvoetbal. Deze zakelijke activiteiten bleken echter niet succesvol. In de loop van 2011 kreeg hij te maken met meerdere schuldeisers. Zo legden schuldeisers beslag op zijn woning, met een geschatte waarde van ongeveer één miljoen euro, evenals op zijn voetbalpensioen. Onder de schuldeisers bevond zich onder meer een student van de Vrije Universiteit Amsterdam die hem €150.000 had geleend uit een erfenis. In oktober 2011 werd Wooter door de rechtbank in Zwolle officieel failliet verklaard. In reactie op de berichtgeving hierover verklaarde hij in een interview dat er volgens hem sprake was van overdreven verhalen, ingegeven door jaloezie.
Wooter heeft vijf kinderen. Derde kind is dochter Roxy Rosa Wooter, bekend als zangeres onder haar artiestennaam Roxy Rosa.